# رون ويليامز (كرة سلة)
رون ويليامز (بالإنجليزية: Ron Williams) مواليد 24 سبتمبر 1944 في ويرتون - الوفاة 04 أبريل 2004، كان لاعب كرة سلة أمريكي. بدأ مسيرته الاحترافية في سنة 1968. تم اختياره من قبل فريق غولدن ستايت ووريورز خلال الدرافت. بلغ طوله 6 قدم 3 بوصة (1.9 م). اعتزل اللعب في 1975. لعب مع ميلووكي باكز ولوس أنجلوس ليكرز.

## روابط خارجية
- رون ويليامز على موقع إن بي أي (الإنجليزية)
- رون ويليامز على موقع سبورتس رفرنس (الإنجليزية)
- رون ويليامز على موقع كلية كرة السلة في سبورتس رفرنس.كوم (الإنجليزية)
- رون ويليامز على موقع ريلجم (الإنجليزية)